# Ancrene Wisse
Ancrene Wisse (ou Ancrene Riwle) est une règle monastique vraisemblablement écrite au début du XIIIe. Elle fut à l'origine écrite pour trois sœurs ayant décidé de vivre en recluses. Ce 'guide pour les anachorètes'  est composé de huit parties.

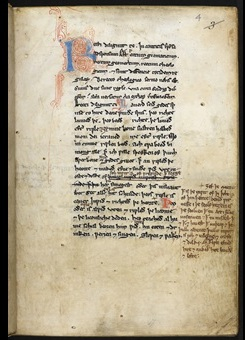
Une page de la règle Ancrene Wisse (MS Cleopatra')

Écrit en moyen anglais - probablement entre 1225 et 1240 - le texte en prose rythmée a une grande valeur linguistique et est l'objet d'études universitaires poussées: la langue serait un dialecte du moyen anglais provenant de la région des West Midlands. L'identité de l'auteur n'est pas connue. 
Il en existe dix-sept manuscrits, dont neuf en moyen anglais, quatre en français anglo-normand, et quatre traduits en latin. Le plus vieil exemplaire est écrit en moyen anglais et conservé au Corpus Christi College de Cambridge. C'est l'un des trois textes les plus importants pour retracer l'évolution du vieil anglais vers le moyen anglais, avec Ormulum et Ayenbite of Inwyt.